# بردمن (اورگن)
بردمن (به انگلیسی: Boardman) شهری در شهرستان مارو ایالت اورگن است و در سرشماری سال ۲۰۱۱ میلادی، ۳٬۲۲۰ نفر جمعیت داشته که نسبت به سال ۲۰۱۰، ۰٫۴۷ درصد رشد جمعیت داشته‌است.

## موقعیت جغرافیایی
موقعیت جغرافیایی شهرها و مناطق اطراف به شرح زیر است: